# Grammy Award alla miglior collaborazione vocale pop
Il Grammy Award alla miglior collaborazione vocale pop (Grammy Award for Best Pop Collaboration with Vocals) è un premio dei Grammy Award conferito dalla National Academy of Recording Arts and Sciences per la qualità della miglior registrazione collaborativa di genere pop vocale.
Il premio è stato assegnato dal 1995 al 2011. Dal 2012 è stato accorpato alla categoria miglior interpretazione pop di un duo o un gruppo.

## Vincitori e candidati

### Anni 1990
- 1995[1]
  - Al Green e Lyle Lovett - Funny How Time Slips Away
  - Bryan Adams, Rod Stewart e Sting – All for Love
  - Tony Bennett e k.d. lang – Moonglow
  - John Mellencamp e Me'shell Ndegeocello – Wild Night
  - Luther Vandross e Mariah Carey – Endless Love
- 1996[2]
  - The Chieftains e Van Morrison - Have I Told You Lately
  - Jon B. e Babyface – Someone to Love
  - Anita Baker e James Ingram – When You Love Someone
  - Mariah Carey e Boyz II Men – One Sweet Day
  - Michael Jackson e Janet Jackson – Scream
- 1997[3]
  - Natalie Cole e Nat King Cole - When I Fall in Love
  - Burt Bacharach e Elvis Costello – God Give Me Strength
  - Brandy, Tamia, Gladys Knight e Chaka Khan – Missing You
  - Whitney Houston e CeCe Winans – Count on Me
  - Sting, John McLaughlin, Dominic Miller e Vinnie Colaiuta – The Wind Cries Mary
  - Frank Sinatra e Luciano Pavarotti – My Way
- 1998[4]
  - John Lee Hooker e Van Morrison - Don't Look Back
  - Babyface e Stevie Wonder – How Come, How Long
  - Tony Bennett e Billie Holiday – God Bless the Child
  - Bryan Adams e Barbra Streisand  – I Finally Found Someone
  - Barbra Streisand e Céline Dion – Tell Him
- 1999[5]
  - Elvis Costello e Burt Bacharach - I Still Have That Other Girl
  - Babyface e Stevie Wonder – How Come, How Long (Live)
  - Jackson Browne e Bonnie Raitt – Kisses Sweeter than Wine
  - Céline Dion e R. Kelly – I'm Your Angel
  - Van Morrison e The Chieftains – Shenandoah

### Anni 2000
- 2000[6]
  - Santana e Rob Thomas - Smooth
  - Céline Dion ed Andrea Bocelli – The Prayer
  - Whitney Houston e Mariah Carey – When You Believe
  - 'N Sync e Gloria Estefan – Music of My Heart
  - Santana e Dave Matthews – Love of My Life
- 2001[7]
  - B.B. King e Dr. John - Is You Is or Is You Ain't My Baby
  - Mariah Carey, Joe e 98 Degrees – Thank God I Found You
  - Sheryl Crow e Sarah McLachlan – The Difficult Kind
  - Céline Dion e Frank Sinatra – All the Way
  - Lauryn Hill e Bob Marley – Turn Your Lights Down Low
- 2002[8]
  - Christina Aguilera, Lil' Kim, Mýa e Pink - Lady Marmalade
  - Christina Aguilera e Ricky Martin – Nobody Wants to Be Lonely
  - Tony Bennett e Billy Joel – New York State of Mind
  - Brian McKnight e Justin Timberlake – My Kind of Girl
  - Shaggy e Rikrok  – It Wasn't Me
- 2003[9]
  - Santana e Michelle Branch - The Game of Love
  - Christina Aguilera e Redman – Dirrty
  - India.Arie e Stevie Wonder – The Christmas Song
  - Tony Bennett e k.d. lang – What a Wonderful World
  - Sheryl Crow e Don Henley – It's So Easy
  - Natalie Cole e Diana Krall – Better Than Anything
- 2004[10]
  - Sting e Mary J. Blige - Whenever I Say Your Name
  - Christina Aguilera e Lil' Kim – Can't Hold Us Down
  - Tony Bennett e k.d. lang – La Vie en rose
  - Bob Dylan e Mavis Staples – Gonna Change My Way of Thinking
  - Pink e William Orbit – Feel Good Time
- 2005[11]
  - Ray Charles e Norah Jones - Here We Go Again
  - Johnny Cash e Joe Strummer – Redemption Song
  - Ray Charles ed Elton John – Sorry Seems to Be the Hardest Word
  - Paul McCartney ed Eric Clapton – Something
  - Stevie Wonder e Take 6 – Moon River
- 2006[12]
  - Gorillaz e De La Soul - Feel Good Inc.
  - The Black Eyed Peas e Jack Johnson – Gone Going
  - Foo Fighters e Norah Jones – Virginia Moon
  - Herbie Hancock e Christina Aguilera – A Song for You
  - Stevie Wonder e India.Arie – A Time to Love
- 2007[13]
  - Tony Bennett e Stevie Wonder - For Once in My Life
  - Mary J. Blige ed U2 – One
  - Sheryl Crow e Sting – Always on Your Side
  - Nelly Furtado e Timbaland – Promiscuous
  - Shakira e Wyclef Jean– Hips Don't Lie
- 2008[14]
  - Robert Plant ed Alison Krauss - Gone Gone Gone (Done Moved On)
  - Tony Bennett e Christina Aguilera  – Steppin' Out
  - Beyoncé e Shakira – Beautiful Liar
  - Gwen Stefani ed Akon – The Sweet Escape
  - Timbaland, Nelly Furtado e Justin Timberlake – Give It to Me
- 2009[15]
  - Robert Plant e Alison Krauss - Rich Woman
  - Alicia Keys e John Mayer – Lesson Learned
  - Madonna, Justin Timberlake e Timbaland – 4 Minutes
  - Maroon 5 e Rihanna – If I Never See Your Face Again
  - Jordin Sparks e Chris Brown – No Air

### Anni 2010
- 2010[16]
  - Jason Mraz & Colbie Caillat - Lucky
  - Rosanne Cash e Bruce Springsteen  – Sea of Heartbreak
  - Ciara e Justin Timberlake – Love Sex Magic
  - Willie Nelson e Norah Jones – Baby, It's Cold Outside
  - Taylor Swift e Colbie Caillat – Breathe
- 2011[17]
  - Herbie Hancock, Pink, India.Arie, Seal, Konono Nº1, Jeff Beck & Oumou Sangaré - Imagine
  - B.o.B, Eminem e Hayley Williams – Airplanes Part II
  - Elton John e Leon Russell – If It Wasn't for Bad
  - Lady Gaga e Beyoncé – Telephone
  - Katy Perry e Snoop Dogg – California Gurls